# Batalla de Montmeló
La batalla de Montmeló de 1642 fou un dels episodis de la Guerra dels Segadors.

## Antecedents
Poc després de la revolta que va suposar el Corpus de Sang, l'exèrcit de Felip IV d'Espanya va ocupar Tortosa i Tarragona, il 17 de gener de 1641, davant l'alarmant penetració de l'exèrcit castellà, Pau Claris al capdavant de la Generalitat de Catalunya, proclamà la República Catalana acordant una aliança política i militar amb França, posant Catalunya sota l'obediència de Lluís XIII de França. Pocs dies després, amb l'ajuda de l'exèrcit francès, la Generalitat obtingué una important victòria militar en la batalla de Montjuïc del 26 de gener de 1641, i les tropes castellanes es retiraven a Tarragona.
El 4 de maig de 1641 l'estol francès d'Henri d'Escoubleau de Sourdis es presentà davant de Tarragona i inicià el bloqueig de la ciutat amb les tropes de terra de Philippe de La Mothe-Houdancourt. Durant els mesos de maig i juny es lluità als voltants de Tarragona; el fort de Salou caigué en poder dels francesos el 9 de maig i batalla de Constantí el 13 de maig. Després de ser derrotats del 30 de juny al 4 de juliol de 1641 en la primera batalla naval de Tarragona, els espanyols van bastir un nou estol comandat per García Álvarez de Toledo y Mendoza que va aconseguir lliurar provisions a la ciutat i fer fugir l'estol francès al Rosselló

## Els exèrcits enfrontats
Una columna castellana de 2.500 homes (1.500 cavalls, 500 dragons i 500 infants muntats en mules) dirigida per Gerolamo Maria Caracciolo, el marquès de Torrecuso, va sortir de Tarragona el 23 de març de 1642 per socórrer Perpinyà, que havia quedat aïllada al nord.
El 27 de març Barcelona aixecava 500 homes distribuïts en 5 companyies (capitans Ferran Fivaller, Marià Vives, Jeròni Romeu, Josep Ximenes i de Monrodón i Jaume Llobregat) per tal d'interceptar l'exèrcit de Pere d'Aragó. La vila de Manresa enviava a l'exèrcit de La Mothe-Houdancourt 4 companyies, als que s'afegiren el sometent del Vallès i Osona. També hi eran presents les companyies de cavalleria del comanador Enric Joan i la de Josep Amat, vingudes de Castelló d'Empuries i la D'Emmanuel d'Aux arribada des d'Hostalric. La companyia de 'Gardes' del Mariscal Brezé Els regiments francesos de cavalleria de Bussy-de-Vaires, Alais, Monty i Aubaye també hi lluitaren.

## Batalla
Per ordre de Philippe de La Mothe-Houdancourt, les tropes que marxaven cap al Rosselló van ser interceptades a Montmeló per la cavalleria franco-catalana que va sortir de Barcelona el 28 de març, causant mil baixes entre els castellans.

## Conseqüències
Els supervivents van retirar-se en direcció a Tarragona, sent encalçats per les tropes de Philippe de La Mothe-Houdancourt i finalment van rendir-se el 31 de març a la batalla de la Granada, i va provocar que la manca de reforços fes caure Cotlliure, Perpinyà i Salses. Les tropes catalanes i franceses van continuar avançant fins a conquerir Montsó i intentar-ho sense sort amb Tortosa.